# Далтон (Њујорк)
Далтон (енгл. Dalton) насељено је место без административног статуса у америчкој савезној држави Њујорк.

## Демографија
По попису из 2010. године број становника је 362.
| Група             | 2000.    | 2010.       |
| Белци             | 0 (0,0%) | 350 (96,7%) |
| Афроамериканци    | 0 (0,0%) | 2 (0,6%)    |
| Азијати           | 0 (0,0%) | 0 (0,0%)    |
| Хиспаноамериканци | 0 (0,0%) | 4 (1,1%)    |
| Укупно            | 0        | 362         |